# Ba ba/Il primo pensiero
Ba ba/Il primo pensiero è un singolo di Alberto Rabagliati, pubblicato nel settembre 1940 dalla Cetra; venne ristampato l'anno successivo (con numero di catalogo DC 4024).

## Il disco
In entrambe le canzoni, contenute nella colonna sonora del film Una famiglia impossibile, suona l'Orchestra Cetra diretta dal Maestro Pippo Barzizza.
Grazie soprattutto al lato A, il disco ottenne molto successo negli anni quaranta, soprattutto nelle radio italiane di quell'epoca.

## Ba ba
Ba ba (questo è il titolo originale riportato nell'etichetta del disco, anche se è universalmente nota come Ba ba baciami piccina, titolo peraltro depositato in Siae), è una delle canzoni più note di Alberto Rabagliati, scritta da Riccardo Morbelli per il testo e da Luigi Astore per la musica.
Ne vennero realizzate molte "cover", sia in italiano (Quartetto Cetra, Natalino Otto, Teddy Reno, nel 1967 Jula de Palma, nel suo album Whisky e Dixie e nel 2009 Riz Samaritano  e i suoi Gangsters, nel suo album Fred...do e caldo - vol. 2) sia con testo inglese di Eddie Stanley intitolato Botch-a-Me (Rosemary Clooney nel 1952).

## Il primo pensiero
Il testo è di Bixio Cherubini, mentre la musica è di Luigi Pagano.
La canzone venne eseguita da Rabagliati anche nel corso della sua ultima apparizione televisiva nel 1974, durante la trasmissione Milleluci (con Mina e Raffaella Carrà).

## Tracce
Edizioni musicali Baccano.
1. Ba ba (testo: Riccardo Morbelli – musica: Luigi Astore)
2. Il primo pensiero (testo: Bixio Cherubini – musica: Luigi Pagano)